# Parahephaestion
Parahephaestion is een kevergeslacht uit de familie van de boktorren (Cerambycidae). De wetenschappelijke naam van het geslacht werd voor het eerst geldig gepubliceerd in 1930 door Melzer.

## Soorten
Parahephaestion omvat de volgende soorten:
- Parahephaestion brasiliensis (Melzer, 1923)
- Parahephaestion malleri (Melzer, 1930)
- Parahephaestion zikani (Melzer, 1923)